# Roning under sommer-OL 1908
Roning var med på det olympiske program for tredje gang ved 1908 i London. Der blev konkurreret i fire rodiscipliner – en færre end ved legene i St. Louis fire år tidligere. Otte nationer var repræsenteret, Norge og Ungarn var med for første gang. Roningen blev gennemført på floden Themsen i London, og det var kun for mænd.

## Medaljer
| Roning OL 1908 London | Roning OL 1908 London | Roning OL 1908 London | Roning OL 1908 London | Roning OL 1908 London | Roning OL 1908 London |
| --------------------- | --------------------- | --------------------- | --------------------- | --------------------- | --------------------- |
| Nr.                   | Land                  | Guld                  | Sølv                  | Bronze                | Total                 |
| 1.                    | Storbritannien        | 4                     | 3                     | 1                     | 8                     |
| 2.                    | Belgien               | 0                     | 1                     | 0                     | 1                     |
| 3.                    | Canada                | 0                     | 0                     | 3                     | 3                     |
| 4.                    | Tyskland              | 0                     | 0                     | 2                     | 2                     |
| 5.                    | Ungarn                | 0                     | 0                     | 1                     | 1                     |
| 5.                    | Holland               | 0                     | 0                     | 1                     | 1                     |
| Totalt                | Totalt                | 4                     | 4                     | 8                     | 16                    |

### Singelsculler
| Plads | Land | Udøver              | Tid        |
| ----- | ---- | ------------------- | ---------- |
| 1.    | GBR  | Harry Blackstaffe   | 9.26,0 min |
| 2.    | GBR  | Alexander McCulloch |            |
| 3.    | GER  | Bernhard von Gaza   |            |
|       | HUN  | Károly Levitzky     |            |

### Toer uden styrmand
| Plads | Land | Udøver                         | Tid        |
| ----- | ---- | ------------------------------ | ---------- |
| 1.    | GBR  | John Fenning Gordon Thomson    | 9.41,0 min |
| 2.    | GBR  | George Fairbairn Philip Verdon |            |
| 3.    | CAN  | Frederick Toms Norway Jackes   |            |
|       | GER  | Martin Stahnke Willy Düskow    |            |

### Firer uden styrmand
| Plads | Land | Udøver                                                                                      | Tid        |
| ----- | ---- | ------------------------------------------------------------------------------------------- | ---------- |
| 1.    | GBR  | Magdalen College B.C. Collier Cudmore James Angus Gillan Duncan MacKinnon John Somers-Smith | 8:34,0 min |
| 2.    | GBR  | Leander R.C. Philip Filleul Harold Barker John Fenning Gordon Thomson                       |            |
| 3.    | NED  | Hermannus Höfte Johan Burk Bernardus Croon Albertus Wielsma                                 |            |
|       | CAN  | Argonaut R.C Gordon Balfour Becher Gale Charles Riddy Geoffrey Taylor                       |            |

### Otter
| Plads | Land | Udøver | Tid        |
| ----- | ---- | --- | ---------- |
| 1.    | GBR  | Leander R.C. Albert Gladstone, Frederick Kelly, Banner Johnstone, Guy Nickalls, Charles Burnell, Ronald Sanderson, Raymond Etherington-Smith, Henry Bucknall, Gilchrist MacLagan (styrmann) | 7.52,0 min |
| 2.    | BEL  | R.C Nautique de Gand Oscar Taelman, Marcel Morimont, Rémy Orban, Polydore Veirman, Georges Mijs, François Vergucht, Oscar de Somville, Rodolphe Poma, Alfred Vanlandeghem (styrmann)        |            |
| 3.    | GBR  | University Cambridge B.C. Frank Jerwood, Eric Powell, Oswald Carver, Edward Williams, Henry Goldsmith, Harold Kitching, John Burn, Douglas Stuart, Richard Boyle (styrmann)                 |            |
|       | CAN  | Argonaut R.C. Toronto Irvine Robertson, Joseph Wright, Julius Thomson, Walter Lewis, Gordon Balfour, Becher Gale, Charles Riddy, Geoffrey Taylor, Douglas Kertland (styrmann)               |            |

51°33′18″N 0°53′25″V / 51.55506°N 0.89028°V